# Loxodes
A Loxodes a csillósok Karyorelictea osztálya Loxodidae családjának nemzetsége. Ez a Karyorelictea első ismert édesvízi nemzetsége.
A Loxodes név az ógörög λοξός (lokszosz), ferde szóból ered.

## Ökológia
A Loxodes édesvízben, például tavakban él, szemben más Karyorelictea-nemzetségekkel, például a Loxodidae másik nemzetségével, a Remanellával, mely brakk- vagy tengervízben él. Baktériumokat és eukariótákat, például mikroalgákat eszik. Mikroaerofil, vagyis alacsony – a légköri telítettség 5%-a alatti – oxigénszintet kedvel, de sokáig képes anoxiás vízben is túlélni, ekkor sejtlégzéséhez nitrátot használ oxigén helyett. A denitrifikáció ritka az eukarióták közt, és a Loxodes az első erre képes eukarióta. A Loxodes ezenkívül fényérzékeny.

### Geotaxis
A Loxodidae mindkét nemzetsége rendelkezik Müller-vezikulumokkal, melyek a gravitáció érzékelésében fontosak. Ezek mintegy 7 μm-esek, és membránnal fedett ásványi részecskét, statolitot tartalmaz. Ez benne többnyire báriumsókból áll, szemben a Remanellával, ahol többnyire stronciumsókból áll. Szerkezete és funkciója hasonlít egyes állatok statocisztájára. A Loxodes Müller-vezikulumát az irányok megkülönböztetésére használja (geotaxis v. gravitaxis), melyet stimulusként használ az oxigénkoncentrációval együtt a vízben való tájékozódáshoz. Magas oxigénszint mellett általában leúszik, alacsony mellett fel..

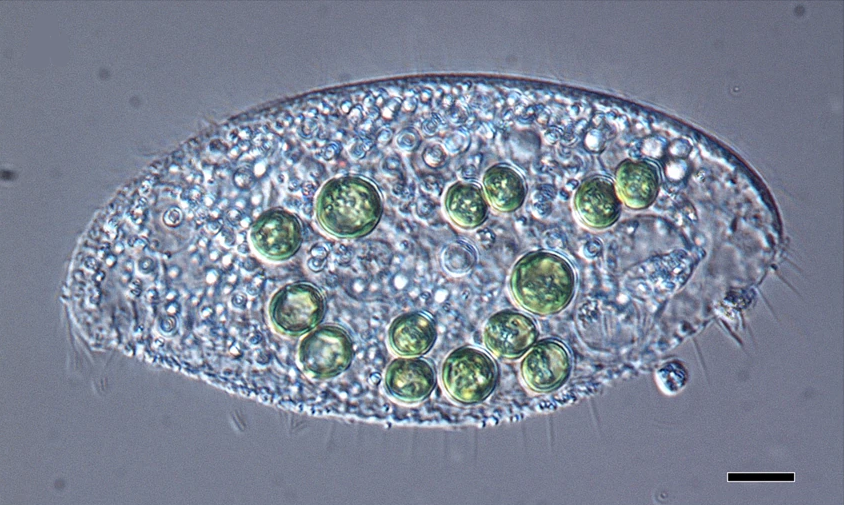
Loxodes spp. nagy zöldmoszatokkal. A vonal 10 μm-t jelöl.
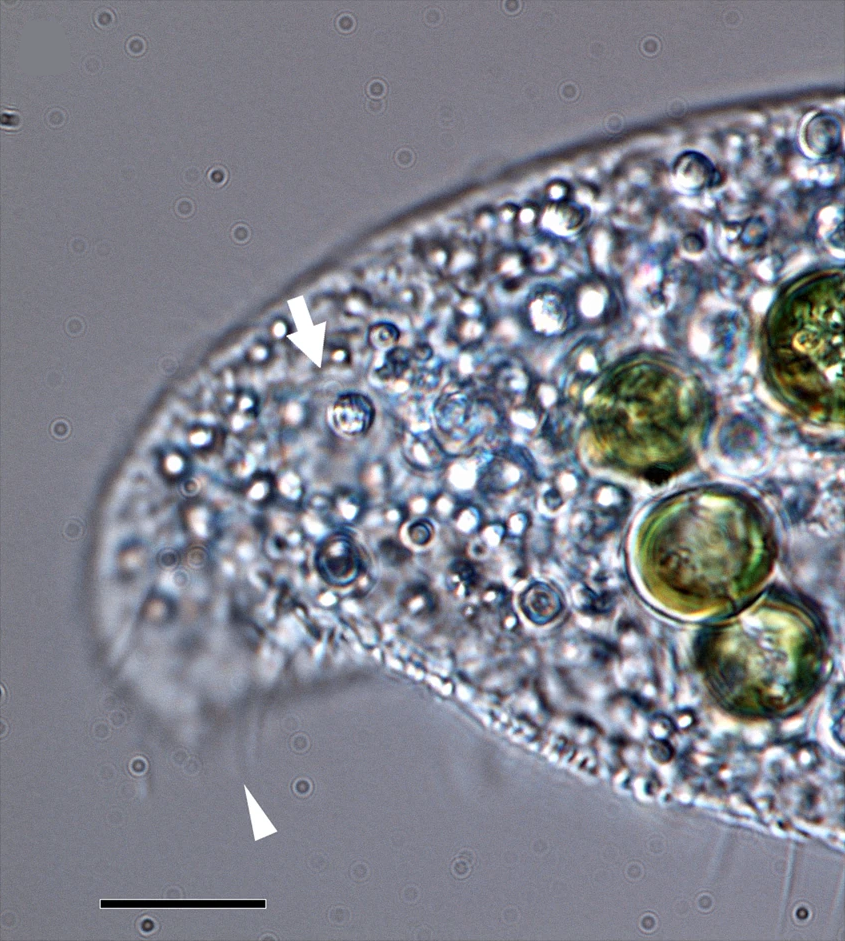
Müller-vezikulum (felső nyíl).
- Hosszú cianobaktériumot evő Loxodes sp.

### Zöldmoszatok
A Chlorophyceae Scenedesmaceae családjába tartozó Pediludiella daitoensist egy akkor meg nem nevezett Loxodes-fajból izolálták Hoshina  et al. 2020-ban. Ezenkívül léteznek szimbionta algákkal rendelkező Loxodes-törzsek.

## Genetika
A standard genetikai kód egy változatát használja, melyben az UAA és UAG stopkodonok glutamint kódolnak. E kódvariánst számos más csillós is használja.
Csíravonalában nincs jelentős mennyiségű belül törölt szekvencia (IES).
A makronukleusz csíravonalpéldányokból fejlődik ivartalan szaporodáskor is, ami genomszerkesztés esetén jelentős költségeket jelent. A genomszerkesztés így feltehetően jelen lehetett a csillósok utolsó közös ősében, de a Loxodes azt másodlagosan elveszthette.

## Életciklus
Más csillósokkal szemben a Karyorelictea makronukleusza sose osztódik. Ezt először a Loxodesben figyelte meg Otto Bütschli az 1870-es években. Később kimutatták róla, hogy ez a Karyorelictea általános jellemzője. A Loxodesen végzett kutatások során kiderült, hogy nem történik jelentős DNS-szintézis a makronukleuszban, és annak DNS-tartalma csak kevéssel több, mint egy diploid mikronukleuszé („paradiploid”), szemben a többi csillósosztály, például az Intramacronucleata multiploid (vagy ampliploid) makronukleuszával.
A makronukleusz csíravonalpéldányokból fejlődik ivartalan szaporodáskor is, ami genomszerkesztés esetén jelentős költségeket jelent.

## Fordítás
Ez a szócikk részben vagy egészben  a   Loxodes című angol Wikipédia-szócikk ezen változatának fordításán alapul.  Az eredeti cikk szerkesztőit annak laptörténete sorolja fel. Ez a jelzés csupán a megfogalmazás eredetét és a szerzői jogokat jelzi, nem szolgál a cikkben szereplő információk forrásmegjelöléseként.